# Gossamer
Gossamer – potwór, fikcyjna postać z uniwersum Looney Tunes. Został przedstawiony jako niemal prostokątna istota, w całości pokryta rudymi włosami, bez wyraźnie wydzielonej głowy w kształcie serca, na której znajdują się jedynie owalne oczy i wielka paszcza. Jego znakami rozpoznawczymi są łapy z pazurami, które potrafi chować oraz ogromnych rozmiarów trampki na nogach. Imię potwora, które potencjalnie świadczyłoby o jego łagodności (gossamer oznacza w j. angielskim babie lato), stoi w sprzeczności z jego naturą – jest on agresywny i groźny.

## Historia postaci
Gossamer, postać stworzona przez Chucka Jonesa, pojawia się po raz pierwszy w odcinku Hair-Raising Hare (Aż sierść się jeży!) w roku 1946, a po raz drugi w odcinku Water, Water Every Hare (Uwaga, woda!) (1952). W obu tych epizodach gra bardzo podobną rolę. Służy on szalonemu naukowcowi (w obu odcinkach różnym osobom) i zawsze jest trzymany w celi, na której drzwiach widniał napis MONSTER (POTWÓR). W pierwszym odcinku Królik Bugs zwabiony przez naukowca miał posłużyć potworowi za posiłek, z kolei w drugim, gdy główny bohater pojawił się przypadkowo w zamczysku naukowca, zadaniem Gossamera było schwytanie go i dostarczenie swojemu panu, by ten mógł użyć jego mózgu do uruchomienia swojego wynalazku, mechanicznego humanoida. W obu odcinkach misja Gossamera nie przynosi sukcesów i zostaje on pokonany przez dużo od niego sprytniejszego Bugsa.
W żadnym z powyższych odcinków nie pada imię Gossamer, ale w Uwaga, woda! naukowiec zwraca się do potwora imieniem Rudolf. Imię Gossamer pojawia się za to w animacji Kaczor Dodgers w powrocie 24-tego i połowy wieku. Wywoływało ono początkowo gromki śmiech u głównego bohatera, Kaczora Dodgersa, do momentu aż zobaczył potwora na własne oczy.